# أغستاوستلاند إيه دبليو 189
أغستاوستلاند إيه دبليو 189 (بالإنجليزية: AgustaWestland AW189) هي مروحية للرفع المتوسط، ثنائية المحركات. وقيد التطوير حاليا من قبل أغستاوستلاند ، ومشتق من مروحية أغستاوستلاند إيه دبليو 149. وكان أول طيران لها في 21 ديسمبر 2011.